# Бадгіс
Бадгіс (дарі بادغیس Bādġīs, пушту بادغیس) — провінція на північному заході Афганістану. Межує на півдні з провінцією Герат, на північному сході з Фар'яб, а на сході з провінцією Гор.

## Історія
Назва провінції походить від перського слова «бадхез», що означає «місце, де зароджується вітер». Провінція була утворена у 1964 році з частин провінцій Герат і Мейманех. Коли владу в Афганістані взяв рух «Талібан», то Бадгіс став одним з останніх захоплених ними вілаєтів. Місцеве таджицьке населення не сильно симпатизувало талібам-пуштунам, і тому у 2001 році «Північний альянс» швидко взяв провінцію під свій контроль.

## Географія
У північній частині провінції ростуть рідкісні фісташкові гаї. У північній частині провінції, у долині річки Мургаб, є великі очеретяні зарості, у яких водяться дикі кабани. Років сто тому тут водилися і тигри. У річці водяться наліми та маринки. По берегах трапляються їжатці, навесні дуже багато черепах. Влітку, у спекотні дні (у тіні до +45), змії, у тому числі кобри, повзуть у тінь житлових будинків. Для їх відлякування (і відлякування скорпіонів) у внутрішні дворики запускають пастися овець. Вода у Калай-Нау дуже тверда.

## Населення
У провінції Бадгіс проживають таджики (56-62 %), пуштуни (40-28 %), узбеки, туркмени, белуджі.

## Сусідні провінції
| Афганістан | Це незавершена стаття з географії Афганістану. Ви можете допомогти проєкту, виправивши або дописавши її. |